# Seiji Aochi
Seiji Aochi (japanska: 青地 清二), också Selji Aochi, född 21 juni 1942 i Kamisunagawa i Otaru på ön Hokkaidō, död 14 augusti 2008 i Sapporo var en japansk backhoppare som tävlade för Snow Brand Milk Products Corporation (雪印乳業株式会社, Yukijirushi Nyūgyō K.K.)

## Karriär
Seiji Aochi deltog i Olympiska vinterspelen 1968 i Grenoble i Frankrike i stora backen. I Saint-Nizier-du-Moucherotte blev han nummer 26. Aochi deltog i Skid-VM 1970 som ägde rum i Vysoké Tatry i det dåvarande Tjeckoslovakien. Han blev nummer 7 i normalbacken.
Aochi deltog én gång i tysk-österrikiska backhopparveckan där han startade i tre av fyra deltävlingar. Tillsammans med det japanska laget reste Aochi hem till Japan för att träna inför Olympiska spelen på hemmaplan.
På hemmaplan i Sapporo, under Olympiska vinterspelen 1972 gick det dock bättre för Aochi. Innan OS-1972 hade Japan bara vunnit en OS-medalj, i herrarnas slalomtävling under OS i Cortina 1956. Men hemmapubliken hoppades på japanska backhoppningslaget med stora stjärnan Yukio Kasaya som kapten. Laget, där alla deltagarna kom från Hokkaidō, hade visat framgångar de senaste åren innen OS på hemmaplan.
Efter första omgången i tävlingen i normalbacken låg de fyra japanska deltagarna på de fyra första platserna. Rolf Nordgren från Sverige var bästa icke-japan på femteplats. Kasaya hade bästa hoppet i båda omgångarna och vann tävlingen sammanlagt med 9,4 poäng före landsmannen Akitsugu Konno som vann silvermedaljen, och 14,7 poäng före Seiji Aochi som fick bronsmedaljen. (Bara Takashi Fujisawa misslyckades av japanerna.)
Efter OS deltog Aochi i allra första VM i skidflygning 1972 i Letalnica Bratov Gorišek i Planica i dåvarande Jugoslavien. Han blev nummer 13.
Seiji Aochi startade i Skid-VM 1974 i Falun utan framgång och avslutade sedan den aktiva idrottskarriären.

## Senare karriär
Efter avslutad aktiv idrottskarriär var Aochi verksam som rådgivare och tränare för skidföreningen Yukijirushi Nyūgyō. Han var bland annat mentor för backhopparen Masahiko Harada, olympisk mästare och tvåfaldig världsmästare. 
Seiji Aochi avled 14 augusti 2008 av magcancer. Han blev 66 år gammal.